# مانیو
مانیو (به ایتالیایی: Mango) یک کومونه در ایتالیا است که در استان کونیو واقع شده‌است.

## خصوصیات
مانیو ۱۹٫۹ کیلومترمربع مساحت و ۱٬۳۵۹ نفر جمعیت دارد.